# توبی استیونسون
توبی استیونسون (انگلیسی: Toby Stevenson؛ زادهٔ ۱۹ نوامبر ۱۹۷۶) ورزشکار دو و میدانی اهل ایالات متحده آمریکا است.
وی در مسابقات کشوری و بین‌المللی در مجموع برندهٔ ۱ مدال طلا، ۱ مدال نقره شده‌است.